# Julius von Benz
Karl Julius Benz, ab 1898 von Benz, (* 24. Oktober 1831 in Reutlingen; † 22. Juli 1907 ebenda) war ein deutscher Politiker.

## Beruf
Julius Benz studierte von 1848 bis 1853 Rechtswissenschaften in Tübingen. Er arbeitete als Rechtsanwalt und Geschäftsführer der IHK Reutlingen. 1867 wurde er als Nachfolger des verstorbenen Wilhelm Grathwohl zum Stadtschultheiß von Reutlingen gewählt. 1883 verlieh ihm König Karl den Titel eines Oberbürgermeisters. 1898 trat er von seinem Amt zurück.
1880 wurde er in einer Ersatzwahl als Abgeordneter der guten Stadt Reutlingen für den verstorbenen Ludwig von Schwandner in die Zweite Kammer des württembergischen Landtags gewählt, dem er bis 1884 angehörte. Aus gesundheitlichen Gründen legte er sein Mandat am 31. Juli 1884 vorzeitig nieder.

## Familie
Julius Benz war der Sohn des Rotgerbermeisters Jakob Benz. 1862 heiratete er Emilie Pistorius (1843–1863), 1867 dann ihre Schwester Stephanie (Fanny) Pistorius (1845–1895). Benz hatte einen Sohn aus erster und drei Töchter aus zweiter Ehe.

## Ehrungen
- Kriegsdenkmünze (Württemberg)
- Friedrichs-Orden, Ritterkreuz I. Klasse (1878)
- Orden der Württembergischen Krone, Ritterkreuz (1892)
- Orden der Württembergischen Krone, Ehrenkreuz, Nobilitierung (persönlicher Adel, 1898)[2]
- Ehrenbürgerwürde Stadt Reutlingen (1892)